# Diócesis de Kokstad
La diócesis de Kokstad (en latín: Dioecesis Kokstaden(sis) y en inglés: Roman Catholic Diocese of Kokstad) es una circunscripción eclesiástica latina de la Iglesia católica en Sudáfrica, sufragánea de la arquidiócesis de Durban. La diócesis tiene al obispo electo Thulani Victor Mbuyisa, C.M.M. como su ordinario desde el 6 de abril de 2022. 

## Territorio y organización
La diócesis tiene 17 635 km² y extiende su jurisdicción sobre los fieles católicos de rito latino residentes en las siguientes unidades administrativa de la provincia de KwaZulu-Natal: Bizana, Flagstaff, Lusikisiki, Port St John (en la margen izquierda del río Umzimvubu); y Mount Ayliff, Mount Frere, Tabankulu, Mount Currie y Matatiele (al sur del río Kenegha).
La sede de la diócesis se encuentra en la ciudad de Kokstad, en donde se halla la Catedral de San Patricio.
En 2019 en la diócesis existían 16 parroquias.

## Historia
La prefectura apostólica de Mount Currie fue erigida el 8 de abril de 1935 con la bula Quo Catholici Nominis del papa Pío XI, obteniendo el territorio del vicariato apostólico de Mariannhill (hoy diócesis de Mariannhill).
El 11 de julio de 1939, en virtud de la bula Si per indefessos del papa Pío XII, la prefectura apostólica fue elevada a vicariato apostólico y asumió el nombre de vicariato apostólico de Kokstad.
El 11 de enero de 1951 el vicariato apostólico fue elevado a diócesis con la bula Suprema Nobis del papa Pío XII.

## Estadísticas
De acuerdo al Anuario Pontificio 2020 la diócesis tenía a fines de 2019 un total de 89 220 fieles bautizados.
| Año                                                                             | Población            | Población | Población      | Sacerdotes | Sacerdotes    | Sacerdotes    | Bautizados por sacerdote | Diáconos permanentes | Religiosos | Religiosos | Parroquias |
| Año                                                                             | Bautizados católicos | Total     | % de católicos | Total      | Clero secular | Clero regular | Bautizados por sacerdote | Diáconos permanentes | Varones    | Mujeres    | Parroquias |
| ------------------------------------------------------------------------------- | -------------------- | --------- | -------------- | ---------- | ------------- | ------------- | ------------------------ | -------------------- | ---------- | ---------- | ---------- |
| 1950                                                                            | 15 073               | 370 000   | 4.1            | 23         |               | 23            | 655                      |                      |            | 73         | 12         |
| 1970                                                                            | 39 467               | 500 000   | 7.9            | 22         |               | 22            | 1793                     |                      | 26         | 78         | 10         |
| 1980                                                                            | 44 372               | 925 000   | 4.8            | 19         |               | 19            | 2335                     |                      | 27         | 47         | 13         |
| 1990                                                                            | 48 740               | 1 009 840 | 4.8            | 15         |               | 15            | 3249                     |                      | 20         | 30         | 13         |
| 1999                                                                            | 66 781               | 1 293 000 | 5.2            | 21         | 4             | 17            | 3180                     |                      | 22         | 32         | 15         |
| 2000                                                                            | 66 000               | 1 200 000 | 5.5            | 17         | 5             | 12            | 3882                     |                      | 18         | 34         | 15         |
| 2001                                                                            | 68 100               | 1 300 000 | 5.2            | 17         | 6             | 11            | 4005                     |                      | 17         | 37         | 15         |
| 2002                                                                            | 71 393               | 1 300 000 | 5.5            | 17         | 6             | 11            | 4199                     |                      | 17         | 37         | 15         |
| 2003                                                                            | 71 500               | 1 300 000 | 5.5            | 18         | 8             | 10            | 3972                     |                      | 16         | 35         | 15         |
| 2004                                                                            | 72 000               | 1 300 000 | 5.5            | 18         | 8             | 10            | 4000                     |                      | 16         | 36         | 15         |
| 2006                                                                            | 74 401               | 1 710 000 | 4.4            | 22         | 9             | 13            | 3381                     |                      | 17         | 42         | 15         |
| 2013                                                                            | 88 200               | 1 847 000 | 4.8            | 10         | 9             | 1             | 8820                     |                      | 4          | 37         | 16         |
| 2016                                                                            | 85 500               | 1 918 424 | 4.5            | 16         | 9             | 7             | 5343                     | 1                    | 9          | 30         | 16         |
| 2019                                                                            | 89 220               | 2 001 975 | 4.5            | 21         | 14            | 7             | 4248                     |                      | 7          | 36         | 16         |
| Fuente: Catholic-Hierarchy, que a su vez toma los datos del Anuario Pontificio. |                      |           |                |            |               |               |                          |                      |            |            |            |

## Episcopologio
- Blasius Sigibald Kurz, O.F.M. † (17 de julio de 1935-21 de mayo de 1948 nombrado prefecto apostólico de Lingling)
- John Evangelist McBride, O.F.M. † (21 de abril de 1949-15 de mayo de 1978 retirado)
  - Sede vacante (1978-1980)
- Wilfrid Fox Napier, O.F.M. (29 de noviembre de 1980-29 de marzo de 1992 nombrado arzobispo de Durban)[5]
- William Matthew Slattery, O.F.M. (17 de noviembre de 1993-23 de diciembre de 2010 nombrado arzobispo de Pretoria)
  - Sede vacante (2010-2013)
- Zolile Peter Mpambani, S.C.I. (6 de mayo de 2013-1 de abril de 2020 nombrado arzobispo de Bloemfontein)
  - Sede vacante (2020-2022)
- Thulani Victor Mbuyisa, C.M.M., desde el 6 de abril de 2022